# Ушуль
Ушуль (ісп. Uxul) — руїни міста цивілізації мая у штаті Кампече (Мексика). Назва з юкатецької мови перекладається як «Наприкінці».

## Історія
Стародавня назва невідома. Поселення було засновано десь у середині III ст. н. е. (наприкінці докласичного періоду). Старовинна назва царства невідома. Ушуль встановив торговельні зв'язки з містами сучасної Північної Гватемали і Мексиканського нагір'я. Завдяки цьому набув економічної та політичної незалежності. Протягом тривалого часу маневрував між впливовими містами мая.
Знайдені записи свідчать про те, що в 630 році Ушуль було підкорено Канульським царством. Тоді ж було повалено правлячу тоді династію, замість якої встановлено владу бічної династії з Кануля. Навіть після поразки останнього у війні 695 року проти Мутульського царства, Ушуль залишався підвладним канульським царям. У часи розквіту населення становило близько 2 тисяч осіб.
Із остаточним занепадом великих держав класичного періоду в 1-й половині IX століття Ушуль деякий час зумів зберегти самостійність та власну державність, орієнтуючись на Сейбаль та Уканаль. Втім зрештою близько 900 року царство і місто остаточно занепало.

## Опис
Розташовано на півострові Юкатан на території сучасного мексиканського штату Кампече в 4 км від кордону з Гватемалою. Знаходиться між руїнами Ель-Мірадора на півдні і Калакмула на північному сході (на відстані 26 км).
Архітектура відповідає стилю Петен, значна частина будов схожі на споруди Калакмула.
Основою є ритуально-адміністративний центр, що складається з головної площі, храму-піраміди та палацового комплексу (акрополь) з 11 будов, розміром 120×130 м, часу спорудження — середина VII ст. В останньому виявлено поховання представника правлячої династії в Ушулі. Склеп складено з необробленого каменю, його склепіння підтримуються балками. Усередині гробниці були знайдені декілька тарілок і чаш, вкритих розписом. Написи на одній з ваз свідчать про те, що вона призначалася для принца. Однак характер нефритових прикрас у гробниці дозволяє зробити висновок, що молода людина, швидше за все, не була безпосереднім спадкоємцем престолу. Встановлено дату смерті — 711 рік.
У 2011 році під час розкопок споруди K2 було знайдено 6 панелей з портретами ахавів і ієрогліфічними написами. На чотирьох пам'ятках зображені як гравці в м'яч «Священні Канульські Володарі» Йукноом-Ч'еєн II, Йукноом-Їч'аахк-К'ак' і Йукноом-Тоок'-К'авііль.
На околицях містах виявлено 2 великих чультуни (розміром 100×100 м, об'єм 20 тис. м3, дно викладено керамікою, стіни облицьовані вапняком) та штучні печери, що входили в системи водопостачання міста (систему з 14 печер і бетонна дорога, яка закінчується величезною колоною на березі підземного озера). Ця система забезпечувало населення міста протягом 3 місяців у найспекотніші місяці року. В одній з печер у 2013 році виявлено рештки 24 осіб, яких було принесено у жертву (ймовірно богові Чаку).
Більшість стел відноситься до VII—VIII ст., містить важливі історичні відомості, особливо щодо стосунків з Калакмулєм та про тамтешніх правителів.

## Історія досліджень
Було відкрито в 1934 році дослідниками Карлом Руппертом і Джоном Денісоном з Інституту Карнегі під час 17-ї експедиції цього закладу. Після цього тривалий час не велися значні розкопки, що було пов'язане з віддаленість городища від великих трас.
З 2009 року тут ведуть розкопки археологи на чолі із Ніколою Грубе і Каєм Дельвендалєм з Боннського університету (ФРН) та Антоніо Бенавідесом Кастільйо з Інституту антропології й історії (Мексика), спонсоруємих Deutsche Forschungsgemeinschaft (DFG).